# Lacryma Christi
Lacryma Christi (lágrima de Cristo, em Latim) é um tipo de vinho napolitano produzido nas redondezas do Monte Vesúvio, na Campânia, Itália.  Este vinho é branco, seco e tem uma graduação de 13º. É conhecido em Itália desde a Idade Média, sendo feito principalmente de uvas Verdeca e Coda di Volpe, com menores proporções de Falanghina, Caprettone e Greco di Tufo incluído. O vermelho Lacryma Christi é feito de uvas Piedirosso e Sciascinoso. É também, como descobriram os arqueólogos, o equivalente mais próximo ao vinho bebido pelos romanos antigos, tendo analisado o resíduo microscópico deixado nas torneiras dos barris. Uma lenda diz que o solo esponjoso onde são cultivadas as vinhas foi roubado do paraíso por Satanás e que terá sido santificado através das lágrimas de Cristo.
Originalmente, este vinho era elaborado pelo mosteiro de Lachrima Christi, mas na actualidade, a maior parte é produzido com uvas lacrima, oriundo das localidades vizinhas (Cápua, Nola, Pozzuoli).